# پریود. ختم کلام.
پریود. ختم کلام. (انگلیسی: Period. End of Sentence.) نام یک فیلم کوتاه مستند به کارگردانی رایکا زهتابچی است. این فیلم کوتاه در
نود و یکمین دوره جوایز اسکار جایزهٔ اسکار بهترین فیلم مستند کوتاه را ازآن خود کرد. فیلم درباره زنی هندی است که انقلابی جنسی را رهبری می‌کند. این مستند کوتاه گروهی از زنان شهر هاپور در نزدیکی دهلی نو پایتخت هند را به تصویر کشیده است که توانسته‌اند دستگاهی را که نوار بهداشتی ارزان‌قیمت تولید می‌کند، به‌کار بیندازند و محصولش را به قیمتی مناسب به دیگر زنان بفروشند. این کار نه تنها با تأمین نیاز اولیه زنان به بهبود بهداشت در آنان کمک می‌کند، بلکه با حمایت از زنان و توانمندسازی آنها، باعث ضعیف شدن تابوهای پیرامون قاعدگی در جامعه هند می‌شود و به آینده اقتصادی آن یاری می‌رساند.
زهتابچی تنها یک سال پس از فارغ‌التحصیلی از دانشکده هنرهای سینمایی جنوب کالیفرنیا، راهی هند شد تا شرایط را برای ساخت این فیلم بررسی کند. او برای ساخت این فیلم دو بار در سال ۲۰۱۷ به هند سفر کرده است.